# 't Mercasolkindje
‘t Mercasolkindje is een single van André van Duin. Het plaatje werd gemaakt als reclame voor de Mercasolbehandeling van auto’s. Deze behandeling tegen roest was overgekomen uit Zweden.
De B-kant was Hassebas, een cover van Chug-a-lug, geschreven en op plaat gezet door Roger Miller. Het werd van een nieuwe tekst voorzien door Kathy ten Broeke. Hassebas kwam in 1972 voor op Van Duins eerste langspeelplaat André van Duin getiteld.